# Salignac, Gironde
 Salignac là một xã thuộc tỉnh Gironde trong vùng Aquitaine tây nam nước Pháp. Xã này có diện tích 11,82 km2, dân số năm 2006 là 1289 người.